# Mistrovství Evropy v basketbalu mužů 1987
25. mistrovství Evropy  v basketbalu proběhlo ve dnech 3. – 14. června v Řecku.
Turnaje se zúčastnilo 12 týmů, rozdělených do dvou šestičlenných skupin. První čtyři týmy z každé skupiny postoupily do play off o medaile, páté a šesté týmy hrály o deváté až dvanácté místo. Mistrem Evropy se stalo družstvo Řecka.

## Výsledky a tabulky

### Základní skupiny

#### Skupina A
|    |            | URS    | ESP    | YUG    | GRE    | FRA    | ROM    | V | P | Skóre   | B  |
| 1. | SSSR       | ***    | 104:88 | 100:93 | 69:66  | 107:78 | 121:74 | 5 | 0 | 501:399 | 10 |
| 2. | Španělsko  | 88:104 | ***    | 76:94  | 106:89 | 111:70 | 116:98 | 3 | 2 | 497:455 | 8  |
| 3. | Jugoslávie | 93:100 | 94:76  | ***    | 78:84  | 88:83  | 120:78 | 3 | 2 | 473:421 | 8  |
| 4. | Řecko      | 66:69  | 89:106 | 84:78  | ***    | 82:69  | 109:77 | 3 | 2 | 430:399 | 8  |
| 5. | Francie    | 78:107 | 70:111 | 83:88  | 69:82  | ***    | 95:83  | 1 | 4 | 395:471 | 6  |
| 6. | Rumunsko   | 74:121 | 98:116 | 78:120 | 77:120 | 83:95  | ***    | 0 | 5 | 410:561 | 5  |

#### Skupina B
|    |                | ITA   | POL   | GER     | TCH    | ISR     | NED    | V | P | Skóre   | B  |
| 1. | Itálie         | ***   | 99:85 | 84:78   | 90:66  | 99:78   | 90:70  | 5 | 0 | 476:378 | 10 |
| 2. | Polsko         | 85:99 | ***   | 86:90   | 87:84  | 83:77   | 91:84  | 3 | 2 | 482:434 | 8  |
| 3. | Německo        | 78:84 | 90:86 | ***     | 72:95  | 112:107 | 76:75  | 3 | 2 | 428:447 | 8  |
| 4. | Československo | 66:90 | 84:87 | 95:72   | ***    | 88:99   | 108:89 | 2 | 3 | 436:437 | 7  |
| 5. | Izrael         | 78:99 | 77:83 | 107:112 | 99:88  | ***     | 60:61  | 1 | 4 | 421:438 | 6  |
| 6. | Nizozemsko     | 70:90 | 84:91 | 75:76   | 89:108 | 61:60   | ***    | 1 | 4 | 380:430 | 6  |

### Čtvrtfinále
| 9. června 1987 19:30 | Zpráva | SSSR                       | 110 – 91 | Československo |  | Stádio Eirínis kai Filías, Athény Rozhodčí: Todd Warnick (ISR), Philippe Leemann (SUI) |
| 9. června 1987 19:30 | Zpráva | Skóre po poločasech: 55:51 |          |                |  | Stádio Eirínis kai Filías, Athény Rozhodčí: Todd Warnick (ISR), Philippe Leemann (SUI) |
| 9. června 1987 19:30 | Zpráva | Volkov 25                  | Body     | Havlík 26      |  | Stádio Eirínis kai Filías, Athény Rozhodčí: Todd Warnick (ISR), Philippe Leemann (SUI) |

| 9. června 1987 21:30 | Zpráva | Německo                    | 77 – 107 | Španělsko |  | Stádio Eirínis kai Filías, Athény Rozhodčí: Wiesław Zych (POL), Alan Richardson (ENG) |
| 9. června 1987 21:30 | Zpráva | Skóre po poločasech: 34:56 |          |           |  | Stádio Eirínis kai Filías, Athény Rozhodčí: Wiesław Zych (POL), Alan Richardson (ENG) |
| 9. června 1987 21:30 | Zpráva | Jackel 14                  | Body     | Epi 33    |  | Stádio Eirínis kai Filías, Athény Rozhodčí: Wiesław Zych (POL), Alan Richardson (ENG) |

| 10. června 1987 19:30 | Zpráva | Itálie                     | 78 – 90 | Řecko     |  | Stádio Eirínis kai Filías, Athény Počet diváků: 16 000 Rozhodčí: Richard Steeves (CAN), Yvan Mainini (FRA) |
| 10. června 1987 19:30 | Zpráva | Skóre po poločasech: 35:49 |         |           |  | Stádio Eirínis kai Filías, Athény Počet diváků: 16 000 Rozhodčí: Richard Steeves (CAN), Yvan Mainini (FRA) |
| 10. června 1987 19:30 | Zpráva | Magnifico 14               | Body    | Gallis 38 |  | Stádio Eirínis kai Filías, Athény Počet diváků: 16 000 Rozhodčí: Richard Steeves (CAN), Yvan Mainini (FRA) |

| 10. června 1987 21:30 | Zpráva | Jugoslávie                 | 128 – 81 | Polsko   |  | Stádio Eirínis kai Filías, Athény Rozhodčí: Ľubomír Kotleba (TCH), Paul Housman (USA) |
| 10. června 1987 21:30 | Zpráva | Skóre po poločasech: 58:33 |          |          |  | Stádio Eirínis kai Filías, Athény Rozhodčí: Ľubomír Kotleba (TCH), Paul Housman (USA) |
| 10. června 1987 21:30 | Zpráva | Grbović 24                 | Body     | Zelig 15 |  | Stádio Eirínis kai Filías, Athény Rozhodčí: Ľubomír Kotleba (TCH), Paul Housman (USA) |

### Semifinále
| 12. června 1987 19:30 | Zpráva | SSSR                       | 113 – 96 | Španělsko  |  | Stádio Eirínis kai Filías, Athény Rozhodčí: Richard Steeves (CAN), Ľubomír Kotleba (TCH) |
| 12. června 1987 19:30 | Zpráva | Skóre po poločasech: 55:47 |          |            |  | Stádio Eirínis kai Filías, Athény Rozhodčí: Richard Steeves (CAN), Ľubomír Kotleba (TCH) |
| 12. června 1987 19:30 | Zpráva | Marčiulionis 26            | Body     | Jiménez 20 |  | Stádio Eirínis kai Filías, Athény Rozhodčí: Richard Steeves (CAN), Ľubomír Kotleba (TCH) |

| 21. června 1987 21:30 | Zpráva | Jugoslávie                 | 77 – 81 | Řecko     |  | Stádio Eirínis kai Filías, Athény Počet diváků: 18 000 Rozhodčí: Yvan Mainini (FRA), Todd Warnick (ISR) |
| 21. června 1987 21:30 | Zpráva | Skóre po poločasech: 45:35 |         |           |  | Stádio Eirínis kai Filías, Athény Počet diváků: 18 000 Rozhodčí: Yvan Mainini (FRA), Todd Warnick (ISR) |
| 21. června 1987 21:30 | Zpráva | D. Petrović 22             | Body    | Gallis 30 |  | Stádio Eirínis kai Filías, Athény Počet diváků: 18 000 Rozhodčí: Yvan Mainini (FRA), Todd Warnick (ISR) |

### Finále
| 14. června 1987 20:00 | Zpráva | SSSR                                            | 101 – 103 | Řecko     | prodl. | Stádio Eirínis kai Filías, Athény Počet diváků: 17 000 Rozhodčí: Richard Steeves (CAN), Vicente Sanchís (ESP) |
| 14. června 1987 20:00 | Zpráva | Skóre po poločasech: 41:42, 89:89 Prodl.: 12:14 |           |           | prodl. | Stádio Eirínis kai Filías, Athény Počet diváků: 17 000 Rozhodčí: Richard Steeves (CAN), Vicente Sanchís (ESP) |
| 14. června 1987 20:00 | Zpráva | Valters 23                                      | Body      | Gallis 40 | prodl. | Stádio Eirínis kai Filías, Athény Počet diváků: 17 000 Rozhodčí: Richard Steeves (CAN), Vicente Sanchís (ESP) |

### O 3. místo
| 13. června 1987 21:30 | Zpráva | Španělsko                  | 87 – 98 | Jugoslávie     |  | Stádio Eirínis kai Filías, Athény Rozhodčí: Kostas Rigas (GRE), Peter George (GER) |
| 13. června 1987 21:30 | Zpráva | Skóre po poločasech: 51:42 |         |                |  | Stádio Eirínis kai Filías, Athény Rozhodčí: Kostas Rigas (GRE), Peter George (GER) |
| 13. června 1987 21:30 | Zpráva | Epi, Romay 17              | Body    | D. Petrović 31 |  | Stádio Eirínis kai Filías, Athény Rozhodčí: Kostas Rigas (GRE), Peter George (GER) |

### O 5. - 8. místo
| 11. června 1987 19:30 | Zpráva | Československo             | 91 – 93 | Německo   |  | Stádio Eirínis kai Filías, Athény Rozhodčí: Georgi Avališvili (URS), Jaap van Reenen (NED) |
| 11. června 1987 19:30 | Zpráva | Skóre po poločasech: 44:50 |         |           |  | Stádio Eirínis kai Filías, Athény Rozhodčí: Georgi Avališvili (URS), Jaap van Reenen (NED) |
| 11. června 1987 19:30 | Zpráva | Kropilák 21                | Body    | Jackel 23 |  | Stádio Eirínis kai Filías, Athény Rozhodčí: Georgi Avališvili (URS), Jaap van Reenen (NED) |

| 11. června 1987 21:30 | Zpráva | Polsko                     | 75 – 93 | Itálie        |  | Stádio Eirínis kai Filías, Athény Rozhodčí: Stavros Douvis (GRE), Vicente Sanchís (ESP) |
| 11. června 1987 21:30 | Zpráva | Skóre po poločasech: 32:44 |         |               |  | Stádio Eirínis kai Filías, Athény Rozhodčí: Stavros Douvis (GRE), Vicente Sanchís (ESP) |
| 11. června 1987 21:30 | Zpráva | Zelig 20                   | Body    | Morandotti 22 |  | Stádio Eirínis kai Filías, Athény Rozhodčí: Stavros Douvis (GRE), Vicente Sanchís (ESP) |

### O 5. místo
| 14. června 1987 18:00 | Zpráva | Německo                    | 84 – 87 | Itálie        |  | Stádio Eirínis kai Filías, Athény Rozhodčí: Stavros Douvis (GRE), Wiesław Zych (POL) |
| 14. června 1987 18:00 | Zpráva | Skóre po poločasech: 44:51 |         |               |  | Stádio Eirínis kai Filías, Athény Rozhodčí: Stavros Douvis (GRE), Wiesław Zych (POL) |
| 14. června 1987 18:00 | Zpráva | Welp 17                    | Body    | Morandotti 19 |  | Stádio Eirínis kai Filías, Athény Rozhodčí: Stavros Douvis (GRE), Wiesław Zych (POL) |

### O 7. místo
| 13. června 1987 19:30 | Zpráva | Československo             | 92 – 96 | Polsko   |  | Stádio Eirínis kai Filías, Athény Rozhodčí: Stavros Douvis (GRE), Philippe Leemann (SUI) |
| 13. června 1987 19:30 | Zpráva | Skóre po poločasech: 52:45 |         |          |  | Stádio Eirínis kai Filías, Athény Rozhodčí: Stavros Douvis (GRE), Philippe Leemann (SUI) |
| 13. června 1987 19:30 | Zpráva | Matický, Jelínek 18        | Body    | Zelig 33 |  | Stádio Eirínis kai Filías, Athény Rozhodčí: Stavros Douvis (GRE), Philippe Leemann (SUI) |

### O 9. - 12. místo
| 9. června 1987 17:30 | Zpráva | Francie                    | 96 – 93 | Izrael                 |  | Stádio Eirínis kai Filías, Athény Rozhodčí: Kostas Rigas (GRE), George Chiraleu (ROM) |
| 9. června 1987 17:30 | Zpráva | Skóre po poločasech: 44:50 |         |                        |  | Stádio Eirínis kai Filías, Athény Rozhodčí: Kostas Rigas (GRE), George Chiraleu (ROM) |
| 9. června 1987 17:30 | Zpráva | Dubuisson 36               | Body    | Jamchy, Bird-Curtis 23 |  | Stádio Eirínis kai Filías, Athény Rozhodčí: Kostas Rigas (GRE), George Chiraleu (ROM) |

| 10. června 1987 17:30 | Zpráva | Nizozemsko                 | 88 – 87 | Rumunsko     |  | Stádio Eirínis kai Filías, Athény Rozhodčí: Alan Richardson (ENG), Radoslav Petrović (YUG) |
| 10. června 1987 17:30 | Zpráva | Skóre po poločasech: 55:35 |         |              |  | Stádio Eirínis kai Filías, Athény Rozhodčí: Alan Richardson (ENG), Radoslav Petrović (YUG) |
| 10. června 1987 17:30 | Zpráva | Smits 36                   | Body    | Niculescu 29 |  | Stádio Eirínis kai Filías, Athény Rozhodčí: Alan Richardson (ENG), Radoslav Petrović (YUG) |

### O 9. místo
| 13. června 1987 17:30 | Zpráva | Francie                    | 94 – 80 | Nizozemsko |  | Stádio Eirínis kai Filías, Athény Rozhodčí: Paul Housman (USA), Maurizio Martolini (ITA) |
| 13. června 1987 17:30 | Zpráva | Skóre po poločasech: 43:53 |         |            |  | Stádio Eirínis kai Filías, Athény Rozhodčí: Paul Housman (USA), Maurizio Martolini (ITA) |
| 13. června 1987 17:30 | Zpráva | Ostrowski 25               | Body    | Kuipers 27 |  | Stádio Eirínis kai Filías, Athény Rozhodčí: Paul Housman (USA), Maurizio Martolini (ITA) |

### O 11. místo
| 11. června 1987 17:30 | Zpráva | Izrael                     | 97 – 87 | Rumunsko     |  | Stádio Eirínis kai Filías, Athény Rozhodčí: Maurizio Martolini (ITA), Peter George (GER) |
| 11. června 1987 17:30 | Zpráva | Skóre po poločasech: 49:43 |         |              |  | Stádio Eirínis kai Filías, Athény Rozhodčí: Maurizio Martolini (ITA), Peter George (GER) |
| 11. června 1987 17:30 | Zpráva | Jamchy 44                  | Body    | Niculescu 20 |  | Stádio Eirínis kai Filías, Athény Rozhodčí: Maurizio Martolini (ITA), Peter George (GER) |

## Soupisky
1.  Řecko 
| - Nikos Galis - Nikos Stavropoulos - Panajotis Jannakis | - Argyris Kabouris - Nikos Linardos - Panagiotis Karatzas | - Michalis Romanidis - Nikos Filippou - Liveris Andritsos | - Panagiotis Fasoulas - Memos Ioannou - Fanis Christodoulou |

- Trenér: Kostas Politis

2.  SSSR 
| - Alexandr Volkov - Heino Enden - Sergej Tarakanov | - Valdemaras Chomičius - Sergej Babenko - Valerij Tichoněnko | - Valdis Valters - Vladimir Tkačenko - Šarūnas Marčiulionis | - Sergėjus Jovaiša - Viktor Pankraškin - Valerij Goborov |

- Trenér: Alexandr Gomelskij

3.  Jugoslávie 
| - Dražen Petrović - Aleksandar Petrović - Aleksandar Ðorđević | - Toni Kukoč - Žarko Paspalj - Goran Grbović | - Zoran Radović - Stojan Vranković - Ratko Radovanović | - Vlade Divac - Dino Rađa - Danko Cvjetičanin |

- Trenér: Krešimir Ćosić

4.  Španělsko 
| - Jordi Villacampa Amorós - Francisco Javier “Paco” Zapata Pelayo - Cándido Antonio “Chicho” Sibilio Hughes | - José María Margall Tauler - Andrés Jiménez Fernández - Fernando Romay Pereiro | - José Antonio Montero Botanch - Fernando Arcega Aperte - Ignacio “Nacho” Solozábal Igartua | - Ferrán Martínez Garriga - José Ángel “Pepe” Arcega Aperte - Juan Antonio San Epifanio |

- Trenér: Antonio Díaz Miguel.

5.  Itálie 
| - Piero Montecchi - Ferdinando “Nando” Gentile - Walter Magnifico | - Alberto Tonut - Massimo Iacopini - Roberto Brunamonti | - Renato Villalta - Angelo Gilardi - Antonello Riva | - Riccardo Morandotti - Ario Costa - Flavio Carera |

- Trenér: Valerio Bianchini.

6.  Německo 
| - Armin Andres - Christoph Körner - Michael Koch | - Henning Harnisch - Jens Kujawa - Christian Welp | - Sven Meyer - Michael Pappert - Hans-Jürgen “Hansi” Gnad | - Lutz Wadehn - Günther Behnke - Mike Jackel |

- Trenér: Ralph Klein.

7.  Polsko 
| - Dariusz Zelig - Ryszard Prostak - Mirosław Boryca | - Marek Sobczyński - Jarosław Jęchorek - Jerzy Binkowski | - Dariusz Szczubiał - Dariusz Kobylański - Adam Fiedler | - Jerzy Kołodziejczak - Henryk Wardach - Krzysztof Fikiel |

- Trenér: Andrzej Kuchar.

8.  Československo 
| - Jaroslav Skála - Juraj Žuffa - Vlastimil Havlík | - Peter Rajniak - Stanislav Kropilák - Jozef Michalko | - Jiří Okáč - Oto Matický - Leoš Krejčí | - Kamil Brabenec - Štefan Svitek - Josef Jelínek |

- Trenér: Pavel Petera.

9.  Francie 
| - Frédéric Hufnagel - Valéry Demory - Patrick Cham | - Richard Dacoury - Frédéric Monetti - Stéphane Ostrowski | - Pierre Bressant - Hervé Dubuisson - Jean-Louis Hersin | - Jean-Luc Deganis - Éric Beugnot - Georges Vestris |

- Trenér: Jean Galle.

10.  Nizozemsko 
| - John Emanuels - Ronald Schilp - Marco de Waard | - Cees van Rootselaar - Jelle Esveldt - Okke te Velde | - Rik Smits - Chris van Dinten - Peter van Noord | - Toon van Helfteren - Henk Pieterse - Jos Kuipers |

- Trenér: Ruud Harrewijn.

11.  Izrael 
| - Howard Lassof - Motti Daniel - Adi Gordon | - Nadav Henefeld - Ofer Fleisher - Ari Rosenberg | - Hen Lippin - Doron Shefa - Doron Jamchy | - Larry Bird-Curtis - Tomer Steinhauer - Itzhak Cohen |

- Trenér: Zvi Sherf.

12.  Rumunsko
| - Florentin Ermurache - Sorin Ardeleanu - Robert Reisenbuchler | - Ioan Ionescu - Petre Brănişteanu - Dan Niculescu | - Costel Cernat - Andrei Constantin - Anton Netolitzchi | - Constantin Popa - Gabriel David - Aleandru Vinereanu |

- Trenér: Gheorghe Novac.

## Konečné pořadí
| Pořadí           | Tým            | Z | V | P | Skóre   | B  |
| ---------------- | -------------- | - | - | - | ------- | -- |
| Zlatá medaile    | Řecko          | 8 | 6 | 2 | 704:655 | 14 |
| Stříbrná medaile | SSSR           | 8 | 7 | 1 | 825:689 | 15 |
| Bronzová medaile | Jugoslávie     | 8 | 5 | 3 | 776:670 | 13 |
| 4.               | Španělsko      | 8 | 4 | 4 | 787:743 | 12 |
| 5.               | Itálie         | 8 | 7 | 1 | 725:628 | 15 |
| 6.               | Německo        | 8 | 4 | 4 | 682:732 | 12 |
| 7.               | Polsko         | 8 | 4 | 4 | 684:747 | 12 |
| 8.               | Československo | 8 | 2 | 6 | 710:736 | 10 |
| 9.               | Francie        | 7 | 3 | 4 | 585:644 | 10 |
| 10.              | Nizozemsko     | 7 | 2 | 5 | 548:611 | 9  |
| 11.              | Izrael         | 7 | 2 | 5 | 612:621 | 9  |
| 12.              | Rumunsko       | 7 | 0 | 7 | 584:746 | 7  |